# Henry Hastings (1er baron Loughborough)
Henry Hastings, 1er baron Loughborough (28 septembre 1610 – 10 janvier 1666) est un royaliste commandant de l'armée dans la région des Midlands au cours de la Première révolution anglaise.

## Biographie
Il est né dans le centre de Loughborough, Leicestershire, le cinquième enfant et deuxième fils de Henry Hastings (5e comte de Huntingdon) et d'Elizabeth Stanley. Il est le frère d'Alice Hastings, Ferdinando Hastings (né en 1608), Elizabeth Hastings et Mary Hastings (née en 1612). Sa mère, à un moment, est de la quatrième dans la ligne de succession au trône d'Angleterre. Elle est une arrière-petite-fille de Marie Tudor.
Il fait ses études au Queens' College, Cambridge. Lors de l'éclatement de la Guerre Civile en 1642, Hastings se déclare partisan du roi Charles Ier et la maison familiale, le château d'Ashby-de-la-Zouch, devient un lien vital entre le sud-ouest et le nord royaliste – car le reste du Leicestershire embrasse la cause parlementaire. Hastings est fait shérif de Leicestershire la même année (1642) par le roi Charles.
En tant que colonel, il est engagé dans diverses escarmouches contre les forces adverses, notamment lors de la bataille de Hopton Heath, et une petite bataille à Côtes Pont près de Loughborough. Il perd un œil d'un coup de pistolet, après un échange près de Bagworth, en 1643. Il est ensuite connu comme Henry Hastings "l'aveugle" par les Parlementaires, qui refusent de reconnaître son nouveau titre. Plus tard cette année-là, ses forces capturent et perdu la ville de Burton upon Trent.
Cependant, au fil de la guerre, les forces royaliste diminuent, et Ashby, déjà la cible d'une attaque en 1644, est soumis à un long siège, entre septembre 1645 et sa reddition en mars 1646. Hastings, anobli comme le premier baron de Loughborough, le 23 octobre 1643, pour ses services à Charles Ier, sort avec les honneurs de la guerre. Le château est plus tard en partie démoli, la famille Hastings déplaçant son siège à Donington Hall près de Derby.
Dans la Deuxième Guerre Civile, lui et Arthur Capell lèvent des troupes pour les royalistes, et rejoignent le comte de Norwich, Charles Lucas et George Lisle dans l'Essex et prend part au siège de Colchester. Il se rend avec les autres le 28 août 1648 et est exilé par le Parlement (il s'enfuit en Hollande), le 18 novembre 1648. En cela, il a plus de chance que Capell, Lucas et Lisle, qui sont tous exécutés pour avoir participé à la rébellion.
Lors de la Restauration anglaise (pour laquelle il travaille secrètement en tant que membre fondateur de Sealed Knot), Hastings est en mesure de regagner l'Angleterre, et est nommé Lord Lieutenant du Leicestershire en 1661.
Plusieurs rues et une station de chemin de fer sur la ligne de Brixton à Londres perpétuent son nom.